# Železniční nehoda u Úval
Železniční nehoda u Úval se udála 3. února 1869 přibližně v 22:06 mezi stanicemi Úvaly a Praha-Běchovice na trati Praha – Česká Třebová vlastněné společností c. k. priv. Rakousko-uherské státní dráhy (StEG) poblíž Úval u Prahy. Pravděpodobně vinou rozšíření kolejového rozchodu kvůli shnilým pražcům došlo k vykolejení čtyř vozů rychlíku jedoucího ku Praze. Nehoda si vyžádala celkem 1 úmrtí a nejméně 10 lehce a těžce zraněných.

## Průběh nehody
Dne 10. února 1869 projížděl okolo desáté večer po trati Polabím pravidelný rychlíkový spoj, tažený parní lokomotivou Hirschberg, z Vídně do Prahy. Strojvůdce projížděl úsekem mezi stanicemi Úvaly a Běchovice zvýšenou rychlostí, aby snížil zpoždění vlaku. Na dotyčném úseku došlo pak v asi 22:06, pravděpodobně rozšířením rozchodu koleje vinou ztrouchnivění dřevěných pražců (nejspíše původních ze stavby trati v letech 1843 až 1845) k vykolejení posledních tří vagonů soupravy první a druhé třídy, ve kterých se v té chvíli nacházelo celkem 36 osob. Dva z vozů zůstaly ležet na svahu zvýšeného železničního náspu, poslední se pak nacházel v prostoru přilehlého pole, mimo stavbu dráhy.

## Následky
Na místo byly urychleně vyslány zvláštní vlaky z Běchovic a z Prahy, aby se postiženým dostalo pomoci. Konečným výsledkem srážky byl mrtvý železniční zaměstnanec Damšina, který seděl na venkovním stanovišti jednoho z vagonů, 9. února zemřel na následky zranění. Dva lidé byli pak zraněni těžce, osm lehce. Vedle hmotných škod na soupravě vlaku bylo také částečně poškozeno telegrafní spojení vedené podél trati.
Nehoda se stala pouhé necelé tři měsíce po tragické vlakové srážce u Cerhovic na Berounsku z 10. listopadu 1868, která se s konečným počtem 35 mrtvých a nejméně 60 lehce a těžce zraněných stala nejtragičtějším železničním neštěstím na českém území v období Rakouského císařství a Rakouska-Uherska. V tisku byla při informování o nehodě u Úval zmiňována.
V dalších letech byly pak dřevěné pražce opatřovány nátěrem či napouštěním mj. dehtové emulze, aby byla zvýšena jejich trvanlivost.